# Granville (Pensilvania)
Granville es un lugar designado por el censo ubicado en el condado de Mifflin en el estado estadounidense de Pensilvania. En el año 2010 tenía una población de 440 habitantes.

## Geografía
Granville se encuentra ubicado en las coordenadas 40°33′14″N 77°36′54″O / 40.55389, -77.61500.. Según la Oficina del Censo de los Estados Unidos, Granville tiene una superficie total de 1,32 mi² (3,4 km²), de la cual 1,32 mi² (3,4 km²) corresponden a tierra firme y 0 mi² (0 km²) es agua.